# Schule Gönhard
Die Schule Gönhard ist ein Schulhaus in Aarau im Schweizer Kanton Aargau. Es steht an der Weltistrasse 20 und beherbergt eine Primarschule sowie einen Kindergarten. Das Gebäude im Stil der Nachkriegsmoderne wurde 1952 nach Plänen des Reinacher Architekten Hans Hauri erbaut.

## Geschichte
Im Jahr 2010 wurde die Schulanlage Gönhard unter kantonalen Denkmalschutz gestellt und erhielt dadurch einen besonderen Wert. Somit bleibt die gesamte Schulanlage erhalten, die als wichtiger Zeitzeuge der Schweizerischen Baukultur gilt.

## Architektur
Die Pavillonschule wurde zwischen 1948 und 1952 in der Amtszeit des Aarauer Stadtpräsidenten Erich Zimmerlin erbaut. Zeittypisch ist die Aufteilung in zweigeschossige Unterrichtstrakte unter Verbindung mit pavillonartigen eingeschossigen Korridoranlagen, Pausenhallen und überdeckten Passarellen. Künstler am Bau war der Basler Bildhauer Ernst Suter, der 1952 den Güggelbrunnen aus Bronze und Granit errichtete.
2008 wurde ein Wettbewerb durch das Stadtbauamt Aarau, Sektion Hochbau, ausgeschrieben, die Schule zu erweitern. Diesen gewannen die Boltshauser Architekten aus Zürich. In den Jahren von 2008 bis 2012 wurde die Schule punktuell durch Roger Boltshauser und den Berner Landschaftsarchitekten Maurus Schifferli erweitert.

## Ehrungen und Preise
- Kulturgut von regionaler Bedeutung
- 2010: Kantonaler Denkmalschutz
- 2014: Eidgenössischer Denkmalpreis für Roger Boltshauser und Maurus Schifferli[6]
- 2014: Wakkerpreis für die Stadt Aarau durch Roger Boltshauser und Maurus Schifferli[7]

## Weitere Pavillonschulen
- Schule Auf der Schanz, Ingolstadt von Stadtbaudirektor Wilhelm Lutter
- Schule Herold, Chur von Thomas und Thomas Domenig[8]
- Söderblom-Gymnasium, Espelkamp